# José Tomás (toureiro)
José Tomás Román Martín, mais conhecido como José Tomás (Galapagar, 20 de agosto de 1975) é um matador de touros espanhol. É um dos toureiros mais importantes do mundo, desde o final do século XX e início do século XXI.

## Biografia
Embora fosse sobrinho neto de um conhecido ganadeiro, Victorino Martín, José Tomás sofreu a falta de oportunidades para os jovens toureiros em Espanha, o que o levou a fazer a sua trajetória de novilheiro no México. No mesmo país viria a tomar no ano de 1995, mais precisamente a 10 de dezembro, a alternativa de matador de toiros, pela mão de Jorge Gutiérrez, tendo Manuel Mejía como testemunha, na Plaza México. Ao apresentar-se em Las Ventas para a confirmação, com José Ortega Cano, a 14 de maio de 1996, foi ovacionado, e cortou a única orelha da tarde.
Em poucos anos José Tomás revelar-se-ia um dos principais toureiros do seu tempo, rivalizando com Enrique Ponce ou El Juli. Mas de entre os seus rivais, em José Tomás sobressai a frieza do seu toureio, o temple e a proximidade ao toiro no desenho das sortes, provavelmente com paralelo em Manolete.
Especialmente apreciado pela afición de Madrid, realizou em Las Ventas faenas históricas, como a de 27 de maio de 1997, em que cortou duas orelhas a um toiro de Alcurrucén, e sobre a qual escreveu no El País o crítico Joaquín Vidal:
Enquanto figura do toureio, José Tomás sempre se demonstrou controvertido e algo hermético, decidindo retirar-se sem dar explicações em 2002. Regressou, porém, em 2007, com uma atuação na Monumental de Barcelona, considerada a sua praça talismã. Desde então alimenta, junto do público e da crítica, grandes expetativas em torno das suas aparições, cada vez mais escassas; e soma assinaláveis triunfos, mas também perigosas colhidas. Em 2010 sofreu em Aguascalientes uma cornada de 15 cm., do toiro Navegante, da ganadaria De Santiago. Já sofreu outras cornadas violentas noutros anos, perdendo muito sangue e sendo obrigado a receber transfusões sanguíneas.